# جایزه بوکر ۲۰۱۲
جایزه بوکر در سال ۲۰۱۲ در ۱۶ اکتبر ۲۰۱۲ اهدا شد. فهرست کلی از دوازده عنوان در تاریخ ۲۵ ژوئیه اعلام شد و این فهرست نهایی شامل ۶ عنوان در ۱۱ سپتامبر اعلام شد. به ریاست سر پیتر استوتهارد، سردبیر مجله ادبی تایمز، با همراهی منتقدان ادبی دینا بیرچ و بهارات تاندون، مورخ و زندگینامه نویس آماندا فورمن، و دن استیونز، بازیگر شهرت دونتون ابی با سابقه مطالعات ادبیات انگلیسی.

## نامزدها (فهرست کلی)
| نویسنده         | عنوان                  | ژانر(ها)    | کشور          |
| --------------- | ---------------------- | ----------- | ------------- |
| بارکر، نیکولا   | ییپ‌ها                  | رمان        | انگلستان      |
| بومن، ند        | تصادف از راه دور       | رمان تاریخی | انگلستان      |
| آهسته، آندره    | فیلیدا                 | رمان تاریخی | آفریقای جنوبی |
| تان، مهندس توان | باغ مه غروب            | رمان تاریخی | مالزی         |
| فراین، مایکل    | اسکیوس                 | رمان        | انگلستان      |
| جویس، راشل      | زیارت بعید هارولد فرای | رمان        | انگلستان      |
| لوی، دبورا      | خانه شنا               | رمان        | انگلستان      |
| مانتل، هیلاری   | بدن‌ها را بالا بیاورید  | رمان تاریخی | انگلستان      |
| مور، آلیسون     | فانوس دریایی           | رمان        | انگلستان      |
| خود، ویل        | چتر                    | رمان تاریخی | انگلستان      |
| تایل، جیت       | نارکوپولیس             | رمان        | هند           |
| تامپسون، سام    | شهر ارتباطی            | رمان        | انگلستان      |